# Lamorran
Lamorran är en by i civil parish St. Michael Penkevil, i distriktet Cornwall, i grevskapet Cornwall i England. Byn är belägen 6 kilometer från Truro. Lamorran var en civil parish fram till 1934 när blev den en del av St Michael Penkevil. Civil parish hade 49 invånare år 1931.